# Сыромятников, Сергей Николаевич
Сергей Николаевич Сыромятников (1864—1933) — русский журналист, писатель; член-учредитель «Русского собрания»; действительный статский советник.

## Биография
Родился 19 сентября (1 октября) 1864 года в Санкт-Петербурге. Мать — Екатерина Павловна Сыромятникова, отец неизвестен (в метрическом свидетельстве не указан). По версии самого Сыромятникова, это был некий отставной генерал. Воспитывался в семье дяди, Льва Львовича Тиблена. Другой дядя, Николай Тиблен, был известным издателем.
Учился в Ржевской прогимназии (1877—1880). В период 1880—1884 годов учился в «филологической гимназии» при Санкт-Петербургском филологическом институте; затем поступил на историко-филологический факультет Санкт-Петербургского университета, но через год перешёл на юридический, где с перерывом (исключён в 1887 году за участие в студенческом «научно-литературном обществе», секретарём которого был А. И. Ульянов) учился до 1889 года.
Служил в Межевом департаменте Сената. В 1891 году получил степень кандидата прав и оставлен при кафедре гражданского права университета. Писать начал в 1888 году; печатался в «Неделе», где с 1891 по 1893 годы составлял обозрения иностранной жизни; в 1893 году перешёл в «Новое время», где печатал рассказы под псевдонимом «Сергей Норманский» и скоро стал одним из ведущих сотрудников газеты. Печатался также в «Живой старине», «Историческом вестнике», «Варшавском дневнике», «Санкт-Петербургских ведомостях», «Ниве» и других газетах и журналах, часто используя псевдоним «Сигма».
В 1890-х годах под влиянием лекций А. Н. Веселовского стал переводчиком и исследователем скандинавских саг.
В 1897 году сопровождал посольство князя Э. Э. Ухтомского в Китай, в качестве корреспондента «Нового времени». Освоил китайскую письменность. В 1898 году участвовал в экспедиции А. И. Звегинцева в северную Корею; делал маршрутные съёмки. В 1900 году «Обществом ревнителей военных знаний» был командирован в район Персидского залива; по итогам поездки 23 ноября 1901 года им было сделано сообщение «Мировое значение Персидского залива и Куэйта». С 1902 года был членом Русского географического общества.
С октября 1900 года стал публиковать в «Новом времени» серию статей «Опыты русской мысли». В одной из статей этой серии он определил свою позицию, утверждая, что «спасение России как политического целого лежит в самодержавной власти государя, а не в парламентском народоправстве» и с целью укрепления самодержавия предлагал создание слоя крестьян-собственников.
Там же стал автором газетной мистификации, в контексте которой родилось слово педократия — «засилье» молодёжи в общественно-политической жизни.
Принял активное участие в организации «Русского собрания» и был избран одним из двух заместителей председателя (1902—1903); по воспоминаниям Н. А. Энгельгардта, именно Сыромятников сформулировал цель организации: «Защита исконных творческих начал русского народа». Сначала вместе с В. Л. Величко и князем Д. П. Голицыным был одним из самых деятельных членов организации, но вскоре на страницах печати между ними началась перебранка: Величко писал в «Русском вестнике», а Сыромятников в «Новом времени». В 1903 году вышел из Собрания.
Выйдя 1 июля 1904 года из редколлегии «Нового времени», Сыромятников уехал на русско-японскую войну; состоял чиновником особых поручений наместника на Дальнем Востоке, был на театре боевых действий в Маньчжурии.
В 1905 году женился на Марии Фёдоровне фон Эксе, у них было трое детей.
По возвращении в Петербург, в 1905—1906 годах он вёл рубрику «Заметки писателя» в ежедневной газете «Слово». В 1906 году познакомился с П. А. Столыпиным, стал его активным сторонником, редактировал проправительственную газету «Россия». После гибели Столыпина написал о нём очерк «Железный министр», в котором писал: «Если Бисмарка называли железным канцлером за его политику, то гораздо правильнее можно назвать Столыпина железным министром за его силу воли и за его самообладание…»
В 1915 году в чине действительного статского советника и в должности агента Министерства внутренних дел был командирован в Америку, где занимался деятельностью по созданию благоприятного образа России в глазах американского общественного мнения.
В 1916 году Сыромятников вернулся в Россию и поселился в купленной им в начале XX века усадьбе в деревне Пузырёво, находившейся рядом с родительским хутором. С июля 1917 года он возглавлял Боровёнскую волостную земскую[уточнить] и продовольственную управы. Затем переселился на родительский хутор в Ореховно, а на базе усадьбы Пузырёво было организовано одно из первых советских имений «Пузырёво» (затем — совхоз «Путиловец»).
Во время «красного террора» в конце 1918 года был арестован и приговорен к расстрелу. Однако, после написания письма В. И. Ленину, в котором упоминал о своем знакомстве с его братом Александром, был освобождён. В середине 1920-х годов вернулся в Петроград, работал в Институте живых восточных языков и Институте востоковедения.
После октября 1917 года Сыромятников на протяжении ряда лет поддерживал переписку по научным проблемам с составителем академического китайско-русского словаря В. М. Алексеевым.
В конце 1920-х годов закончил книгу воспоминаний, которая не была опубликована. Рукопись пропала (возможно, уничтожена автором).
Умер в Ленинграде 10 сентября 1933 года.